# Ворли
Ворли́ (фр. Vorly) — коммуна во Франции, находится в регионе Центр. Департамент — Шер. Входит в состав кантона Леве. Округ коммуны — Бурж.
Код INSEE коммуны — 18288.
Коммуна расположена приблизительно в 220 км к югу от Парижа, в 115 км южнее Орлеана, в 17 км к югу от Буржа.

## Население
Население коммуны на 2008 год составляло 245 человек.
| 1962 | 1968 | 1975 | 1982 | 1990 | 1999 | 2008 |
| ---- | ---- | ---- | ---- | ---- | ---- | ---- |
| 325  | 300  | 286  | 254  | 263  | 249  | 245  |

## Администрация
| Период | Период | Фамилия             | Партия | Примечания |
| ------ | ------ | ------------------- | ------ | ---------- |
| 2001   | 2008   | Бернар Бийо         |        |            |
| 2008   | 2014   | Эвелин Мартен-Тийье |        |            |

## Экономика

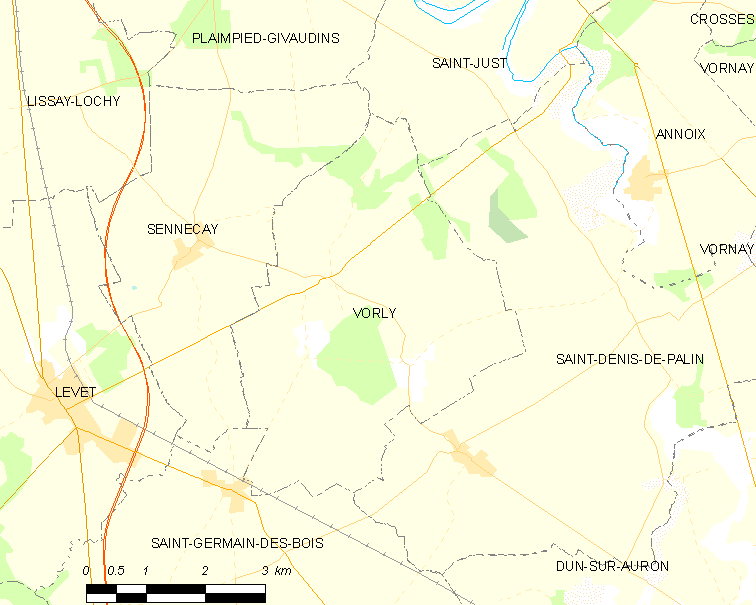
Карта коммуны

В 2007 году среди 159 человек в трудоспособном возрасте (15-64 лет) 129 были экономически активными, 30 — неактивными (показатель активности — 81,1 %, в 1999 году было 77,1 %). Из 129 активных работали 107 человек (63 мужчины и 44 женщины), безработных было 22 (10 мужчин и 12 женщин). Среди 30 неактивных 10 человек были учениками или студентами, 13 — пенсионерами, 7 были неактивными по другим причинам.

## Достопримечательности
- Церковь Сен-Сатюрнен (XII век). Исторический памятник с 1927 года[3]
- Руины замка Буа-Сир-Аме (XIV век). Исторический памятник с 1924 года[4]